# Omega2 Scorpii
Omega2 Scorpii (Omega2 Sco / ω2 Sco) è una stella di magnitudine 4,33 situata nella costellazione dello Scorpione. Condivide la lettera greca ω con Omega1 Scorpii, dalla quale è separata visualmente in cielo da 0,24°. Le due stelle tuttavia non sono legate gravitazionalmente tra loro, in quanto ω¹ Scorpii è molto più distante dalla Terra di quanto non lo sia ω² Scorpii. Assieme alla più brillante compagna visuale, possiede il nome tradizionale di Jabhat al Akrab, che deriva dall'arabo جبهة العقرب (jabhat al-caqrab), che significa "la fronte dello scorpione".

## Osservazione
Grazie alla sua posizione non fortemente australe, può essere osservata dalla gran parte delle regioni della Terra, sebbene gli osservatori dell'emisfero sud siano più avvantaggiati. Nei pressi dell'Antartide appare circumpolare, mentre resta sempre invisibile solo in prossimità del circolo polare artico. La sua magnitudine pari a 4,3, fa sì che possa essere scorta solo con un cielo sufficientemente libero dagli effetti dell'inquinamento luminoso.
Il periodo migliore per la sua osservazione nel cielo serale ricade nei mesi compresi fra maggio e settembre; da entrambi gli emisferi il periodo di visibilità rimane indicativamente lo stesso, grazie alla posizione della stella non lontana dall'equatore celeste.

## Caratteristiche fisiche
Omega2 Scorpii è una gigante gialla di tipo spettrale G7III, distante 290 anni luce dal sistema solare e avente una massa oltre 3 volte quella del Sole. La sua luminosità in luce visibile è circa 160 volte quella solare, mentre il suo raggio è 13-14 volte quello della nostra stella.